# Dudley Moore
Dudley Moore CBE (Londres, 19 d'abril de 1935 − Plainfield, Nova Jersey, Estats Units, 27 de març de 2002) va ser un actor, compositor i guionista anglès.
La carrera de Dudley Moore va arrencar en els anys 60, en un espectacle humorístic molt popular, Beyond the fridge. Amb el seu company Peter Cook, va formar un duo inoblidable a la BBC, després es va convertir ràpidament en una estrella als Estats Units, gràcies a pel·lícules com ara 10, la dona perfecta, Arthur, el solter d'or o Best Defense al costat d'Eddie Murphy.

## Els primers anys
Dudley Stuart John Moore va néixer el 19 d'abril de 1935 a Londres (al Charing Cross Hospital). Era el fill de John Moore, electricista en els ferrocarrils, i d'Ada Moore; creix, amb la seva germana Barbara, al districte de Dagenham (Essex).
No va tenir una infantesa molt fàcil, per la seva petita talla (1,58 m adult) i una invalidesa, un peu deformat, que el va obligar a nombroses i repetides cures. Va trobar refugi molt aviat en la música. Moore es va convertir en corista als sis anys. Als 11 anys va guanyar una beca a la Guildhall School of Music, on va estudiar clavecí, orgue, violí, teoria musical i composició. Ràpidament es va convertir en un pianista i organista de gran talent i tocava l'orgue als casaments de l'església local als 14 anys. Va assistir a l'Institut Dagenham County on va rebre una formació musical dedicada de Peter Cork (1926–2012), que el va ajudar a aconseguir la seva beca de música d'Oxford. (Norma Winstone va ser una altra estudiant de Cork a Dagenham). Cork també va ser compositor. Moore es va mantenir en contacte amb ell fins a mitjans de la dècada de 1990 i les seves cartes a Cork es van publicar el 2006.
Va obtenir als 14 anys una beca per tal de continuar els seus estudis musicals a Magdalen College (un dels més prestigiosos de la universitat d'Oxford), on es va emportar un primer premi d'orgue. En aquella època comença la seva carrera d'actor. Alan Bennett que treballava al seu costat en un espectacle de cap d'any el va presentar al productor de Beyond the Fringe . Aquesta comèdia, on Moore, Peter Cook, Jonathan Miller i Alan Bennett li donaven la rèplica, i l'èxit de la qual va arribar fins als Estats Units, va inaugurar l'era de les emissions satíriques a la televisió.
Les seves primeres gravacions van ser My Blue Heaven, Lysie Does It, Poova Nova, Take Your Time, Indiana, Sooz Blooz, Bauble, Bangles and Beads, Sad One for George, i Autumn Leaves.
Durant els seus anys d'universitat, Moore es va apassionar igualment pel jazz i es va convertir molt de pressa en un compositor-intèrpret consumat. Va tenir la sort de freqüentar músics tan prestigiosos com John Dankworth o Cleo Laine. El 1960, va deixar el grup de John Dankworth per dedicar-se a les repeticions de Beyond the Fringe . Durant els anys 1960, va muntar un trio: 'The Dudley Moore Trio', amb Chris Karan a la percussió, Pete McGurk al contrabaix, i més tard Peter Morgan. S'inspirava principalment en Oscar Peterson i en Errol Garner. En una entrevista, va confiar fins i tot que un vespre va aconseguir igualar en virtuositat la incomparable mà esquerra de Garner, i que no va afluixar el tempo durant diversos dies.
El trio actuava regularment a la televisió britànica, va gravar diversos discos, i va ser habitual del cabaret de Peter Cook, The Establishment .
Moore va compondre, entre d'altres, la música de les pel·lícules Bedazzled  de Stanley Donen, (1967), Staircase  de Stanley Donen, i Six Weeks  de Tony Bill.

## Carrera
El 1965, Moore té la seva pròpia sèrie de televisió a la BBC Not only... but also . Però quan va convidar Peter Cook, els seus esquetxos satírics es van imposar ràpidament com l'objecte de la sèrie. Hom recorda sobretot les paròdies d'entrevistes (en les quals Cook feia el paper d'un intel·lectual excèntric) o de Pete and Dud comentant l'actualitat... no escrivien més que les grans línies dels seus esquetxos, i deixaven així un gran lloc a la improvisació en les gravacions en directe, no deixant l'ocasió d'empipar l'altre per fer-li perdre la seva sang freda. Desgraciadament la BBC no ha conservat la integritat d'aquestes emissions, i per a la majoria, no ens queda més que fragments de bandes sonores.
Moore i Cook van compartir el cartell de Bedazzled, amb Eleanor Bron, i van intentar una gira amb els seus espectacles Behind the Fridge  i Good Evening .
El 2009, es va descobrir que la policia britànica havia intentat perseguir-los al començament dels anys 80 per les obscenitats que havien proferit sota la cobertura dels seus personatges 'Derek and Clive'.
Poc temps després, Moore va marcar les seves distàncies amb Cook, l'alcoholisme del qual començava a afectar el seu treball, per consagrar-se a la seva carrera cinematogràfica.
Quan van aparèixer els símptomes de la malaltia que se l'emportaria alguns anys més tard (una paràlisi supra-nuclear progressiva), se sospitava en principi de la beguda; hom recordava, en efecte, que Moore va fer al començament de la seva carrera, dos papers d'alcohòlics notoris, Arthur i George Webber (a 10). Al final dels anys 70, Moore va conquerir Hollywood, on va actuar el 1978 a Foul Play , amb Goldie Hawn i Chevy Chase.
L'any següent va aparèixer a  Elle  de Blake Edwards, després a Wholly Moses!. Aquesta no va tenir èxit. Poc temps després, va actuar a Arthur, el solter d'or, al costat de Liza Minnelli, Sir John Gielgud (que es va emportar un Oscar en aquesta ocasió) i Geraldine Fitzgerald.
El 1981, Moore va ser nominat per a l'Oscar al millor actor però Henry Fonda va aconseguir la distinció amb la pel·lícula On Golden Pon , una pel·lícula americana de Mark Rydell. Per contra, va guanyar el Globus d'Or al millor actor musical o còmic. El 1984, Moore va conèixer encara un èxit ressonant amb  Micki + Maude  de Blake Edwards, amb Amy Irving. Que li va suposar el Globus d'Or al millor actor musical o còmic.
Les pel·lícules en les quals ha treballat després van ser rebudes amb poc entusiasme tant per la crítica com pel públic. Entre les quals Arthur 2: On the Rocks  i The Mighty Kong  una adaptació de King Kong .
Paral·lelament a la seva carrera cinematogràfica, Moore va continuar component, escrivint partitures per a un bon nombre de pel·lícules, i donant concerts guarnits de paròdies de peces clàssiques. El 1991, Moore va col·laborar en sèries de televisió de vulgarització de música clàssica, en principi amb el director d'orquestra Sir Georg Solti, a Orchestra , després amb Michael Tilson Thomas a Concert!. Va encarnar igualment el paper de Ko-Ko a l'òpera còmica de Jonathan Miller,  The Mikado , el març de 1988.

## Filmografia

### Actor
| - Flatland (1965) - La caixa de les sorpreses (The Wrong Box) (1966) - Bedazzled (1967) - 30 Is a Dangerous Age, Cynthia (1968) - Apartament d'una sola habitació (The Bed-Sitting Room) (1969) - Monte Carlo or Bust (1969) - Alice's Adventures in Wonderland (1972) - The Hound of the Baskervilles (1978) - Foul Play (1978) - 10, la dona perfecta (10) (1979) - BBC Horizon: "It's About Time" (1979) - Derek and Clive Get the Horn (1979) - Wholly Moses! (1980) - Arthur, el solter d'or (Arthur) (1981) - Six Weeks (1982) - Malalt d'amor (Lovesick) (1983) | - Romantic Comedy (1983) - Unfaithfully Yours (1984) - Micki i Maude (1984) - La millor defensa (Best Defense) (1984) - Santa Claus: The Movie (1985) - Tal pare, tal fill (Like Father Like Son) (1987) - Arthur 2: On the Rocks (1988) - The Adventures of Milo and Otis (1989) - Gent boja (Crazy People) (1990) - Blame It on the Bellboy (1992) - Really Wild Animals (1993) - Dudley (1993) - Daddy's Girls (1994) (televisió) - Parallel Lives (1994) - The Disappearance of Kevin Johnson (1995) - The Mighty Kong (1998) |

### Compositor
- 1967: Bedazzled de Stanley Donen
- 1969: The Bed-Sitting Room de Stanley Donen
- 1982: Six weeks de Tony Bill

## Premis i nominacions

### Premis
- 1982. Globus d'Or al millor actor musical o còmic per Arthur, el solter d'or
- 1985. Globus d'Or al millor actor musical o còmic per Micki + Maude

### Nominacions
- 1979. Globus d'Or al millor actor secundari per Foul Play
- 1980. Globus d'Or al millor actor musical o còmic per 10
- 1982. Oscar al millor actor per Arthur, el solter d'or
- 1983. Globus d'Or a la millor banda sonora per Six Weeks